# アブドゥル・マリク
アブドゥル・マリク・パフラワン（Abdul Malik Pahlawan、1963年 - ）は、アフガニスタンの政治家、軍人。大将。アブドゥルラシード・ドーストムが率いるイスラム民族運動の有力者だったが、アフガニスタン内戦中に裏切った。

## 経歴
ファーリヤーブ州シリンタガブ郡出身。父のシャムス・パフラワンは、ウズベク人で、村の長老、母はカンダハール出身のパシュトゥーン人。マリク自身は、自らをウズベク人と考えている。
マイミネ市のザイヌディッン・ファーリヤーブ貴族学校を卒業。正規の軍事教育は受けていない。

### ソ連のアフガニスタン侵攻
- 1982年 - 政府軍に召集され、ファーリヤーブ州で勤務
- 1983年 - 軍から脱走し、兄のラスール・パフラワンが指揮するムジャーヒディーン部隊に加わった。
- 1987年 - 「民族和平政策」時、ラスールとアブドゥルは、ムハンマド・ナジーブッラー政権側に移り、国軍に編入された。アブドゥルは、少尉の階級を得て、ラスールが指揮するウズベク人大隊（シリンタガブ郡）に勤務した。
- 1988年 - 大隊は、第511ウズベク人旅団に改編
- 1992年 - 旅団は、第511ウズベク人師団に改編
- 1992年 - 大佐に昇進し、副師団長となる。

### アフガニスタン内戦
1992年のナジーブッラー政権崩壊後、ラスールと共に、アブドゥルラシード・ドーストム将軍が率いるイスラム運動民族に加わり、その対外関係局長、中将となった。
兄ラスールは、アフガニスタン北部のウズベク人住民中に勢力を拡大することを目論見、1994年、ブルハーヌッディーン・ラッバーニーに対して軍事行動を開始し、ターリバーンとも交渉を始めたが、1996年に暗殺された。同年、アブドゥルは、兄の代わりにファリャーブ州知事となった。

### マザーリシャリーフの戦い
1997年5月19日、弟のゴリと共に、ドーストムの退陣を要求し、ターリバーンに対して戦線を開放した。その結果、5月25日にターリバーンは、マザーリシャリーフに入城した。5月27日、交渉が妥結しなかったため、アブドゥルは、ハザーラ人部隊と共にターリバーンに対して戦闘行動を再開した。5月27日〜28日の間、約3千人のターリバーン部隊は撃滅され、外相ガウス師、航空相マンスール師等が捕虜となった。大部分の捕虜は、マリクの命令により銃殺された。
1997年5月29日、自らをイスラム民族運動の党首と宣言した。ドスタムが国外に逃亡したため、1997年5月〜8月の間、マリクは、事実上、アフガニスタン北部のウズベク人の指導者となった。
1997年8月〜9月、ドスタムがマザーリシャリーフに戻ると、マリクの甥（弟ゴリの息子）がドスタムの娘と結婚し、ドスタムの息子がゴリの娘と結婚するという政略結婚で和解した。
1997年9月、ターリバーンの新期攻勢により戦線が崩壊したため、マザーリシャリーフをハザーラ人部隊に委ね、シベルガン市地区に撤退した。
1998年秋、ウズベク人部隊の壊滅後、アフガニスタンを離れる。

### 現在
1998年から主としてイランに在住。イスラム・カリモフ体制を支持し、トルコとパキスタンから支援を得ようとしている。ラッバーニーとロシアには敵対している。
アフガニスタン自由党を率いている。